# 우누마주쿠

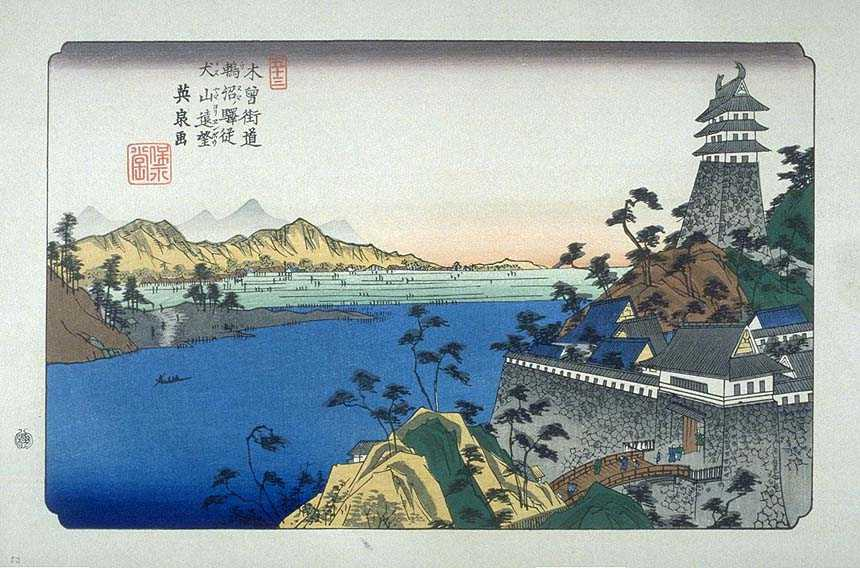
케이사이 에이센 「키소 가도 육십구차ㆍ우누마」

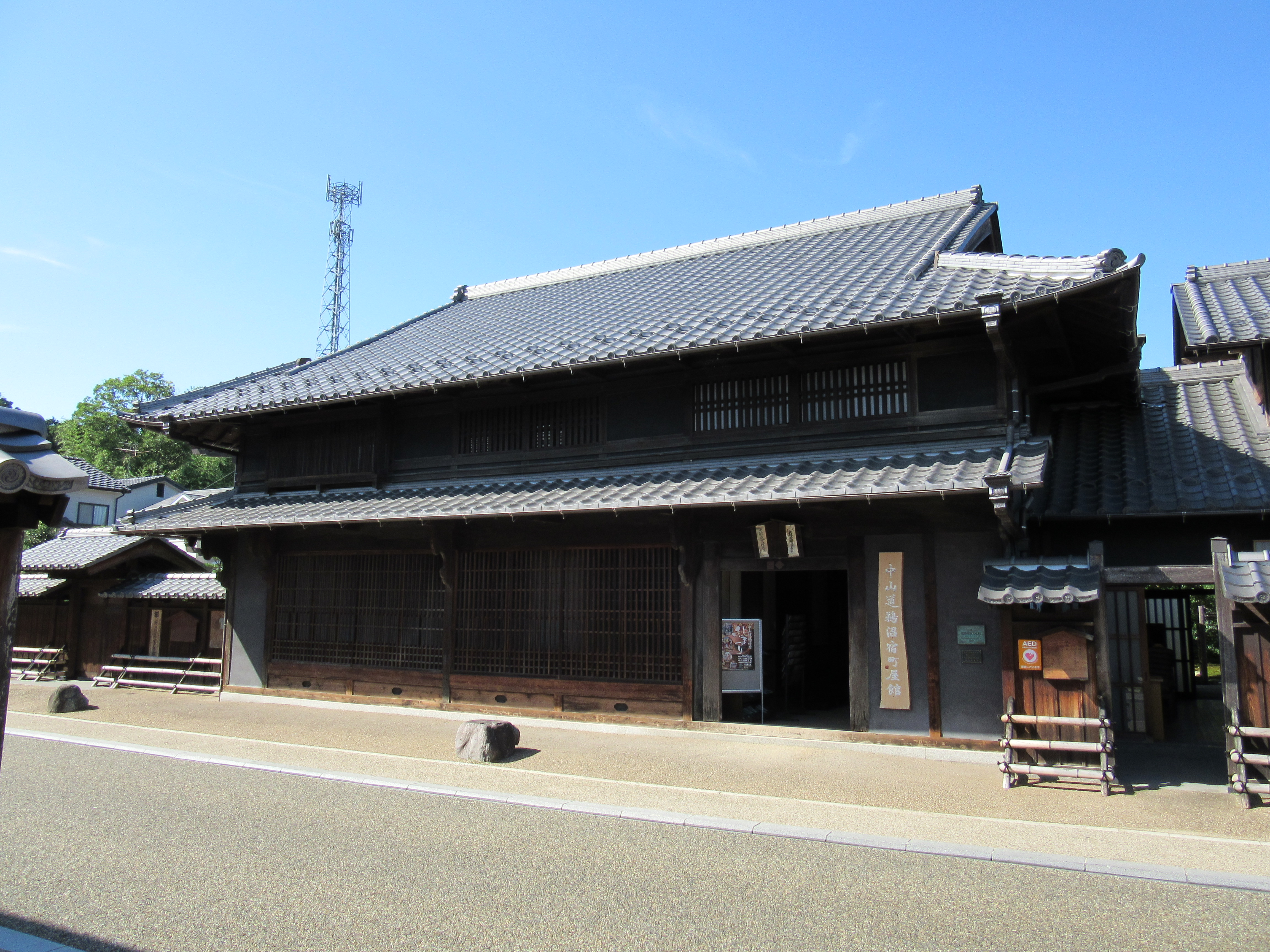
나카센도 우누마주쿠마치 야칸

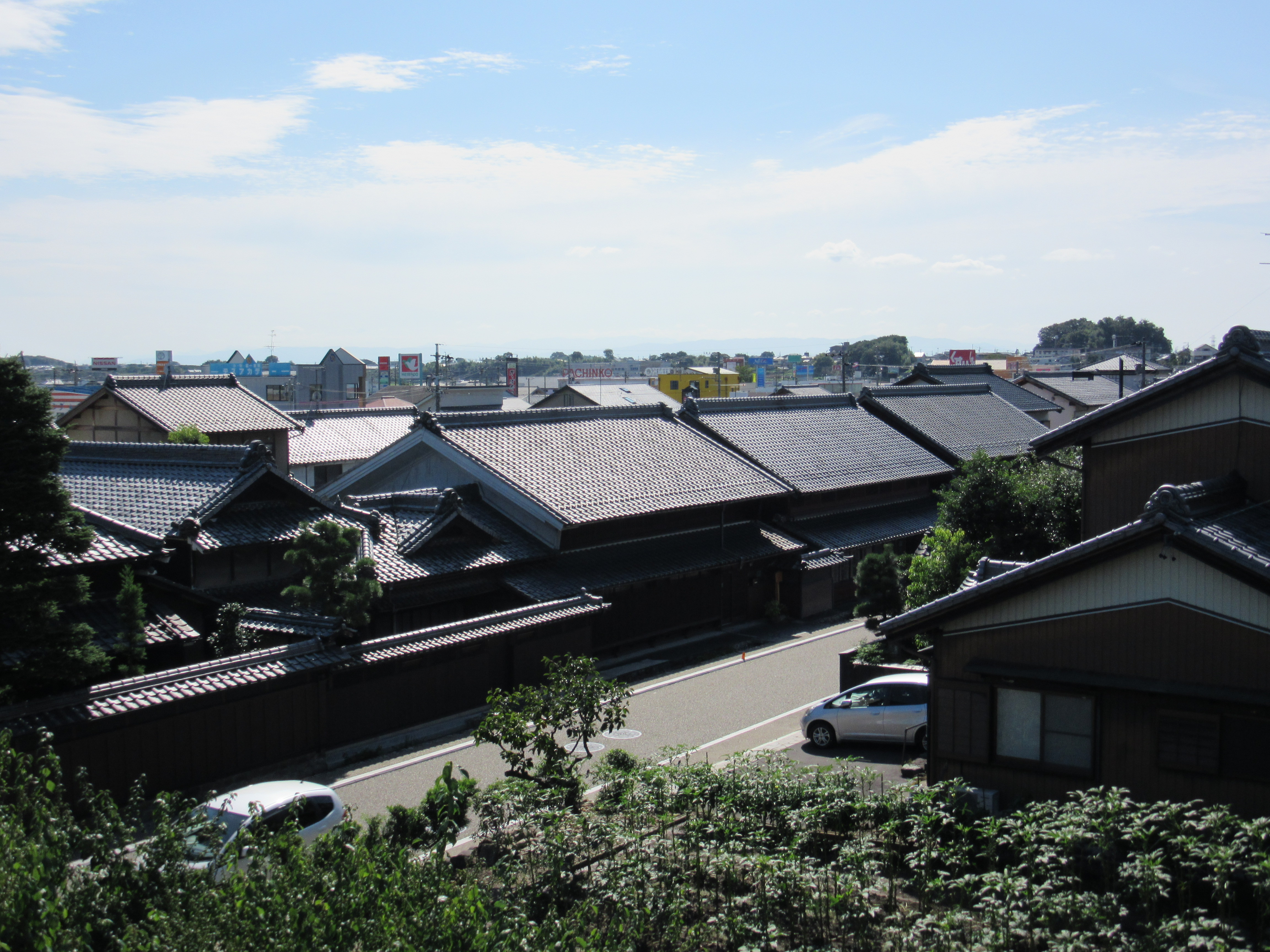
니노미야 신사에서 우누마주쿠 중심부를 내려다보는 풍경

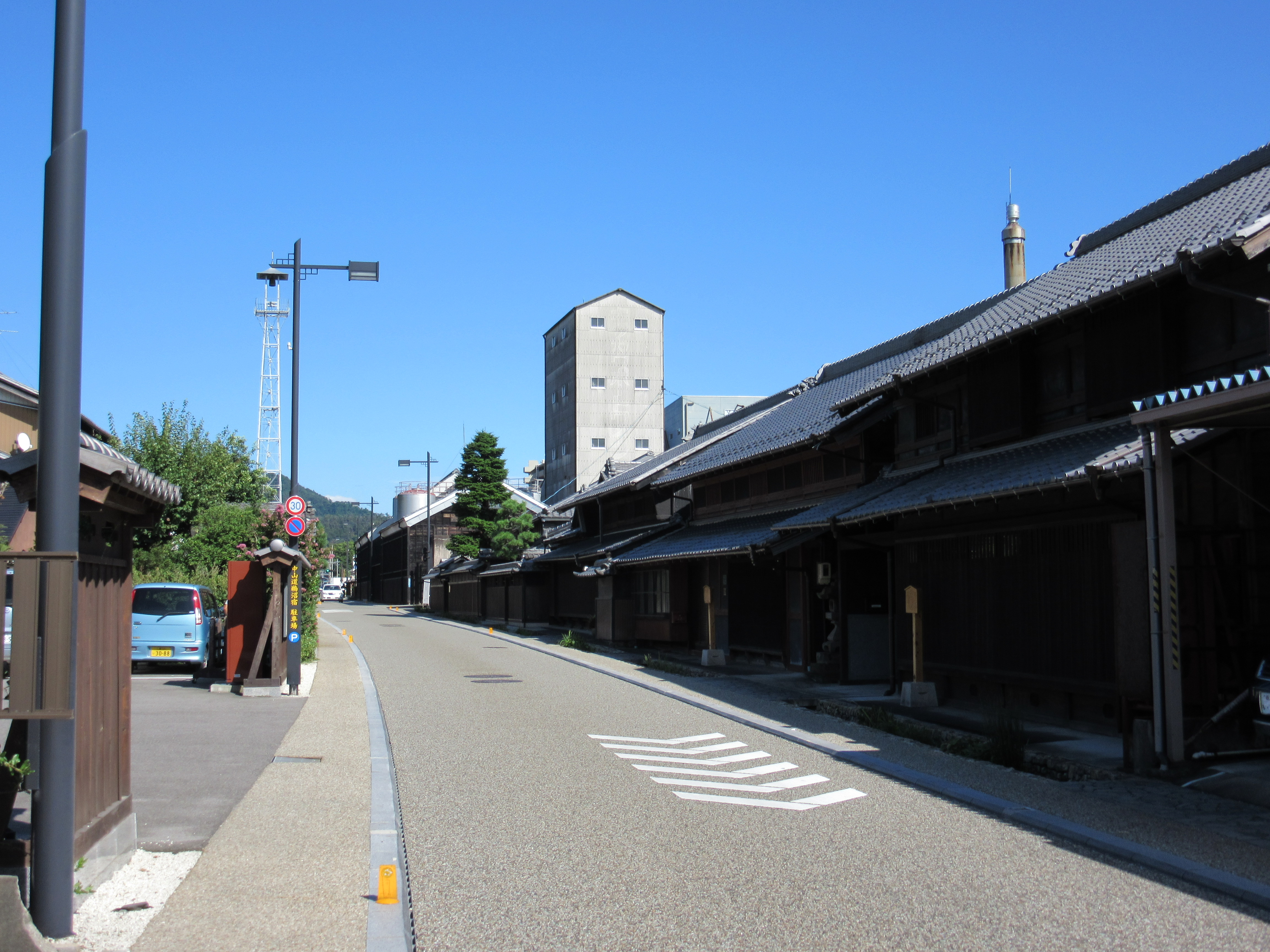
우누마주쿠 중심부 (우누마주쿠 가도)

우누마주쿠(일본어: 鵜沼宿 うぬまじゅく[*])는 에도ㆍ니혼바시로부터 52번째에 있는 나카센도의 슈쿠바이다 (→ 나카센도 육십구차). 미노국 카가미군 우누마촌 (현 기후현 카카미가하라시)에 위치해 있었다.

## 개요
길이 변경되어, 니시마치와 히가시마치가 정식으로 슈쿠바가 된 것은, 게이안 3년 (1651년)의 일이다.
- 오와리번 령：덴포 13년 (1843년)
- 인구 : 246명
- 가구수 : 68채
- 본진 : 1채
- 와키혼진 1채
- 여관 : 25채

## 사적

### 우누마슈쿠의 사적
- 니노미야 신사 (바쇼 비석이 있다)
- 우누마주쿠 비석
- 나카센도 우누마주쿠마치 야칸 (구 여관키누야)
- 키쿠카와 주조 본장(本蔵)・두장(豆蔵)・1호 창고・2호 창고
- 나카센도 우누마주쿠 와키혼진
- 사카이가 주택 본채・문・담・토장(土蔵)
- 야스다가 주택 본채
- 우메다가 주택 본채・별채
- 묘가야 우메다가 주택 본채・별채・담・토장
- 우루마이오리

### 카노주쿠까지 가는 길의 사적
- 히요시 신사 (개구리 코마이누가 있다)
- 마노주쿠 (신카노)
- 호소하타 이치리즈카
- 롯켄 이치리즈카

## 근처 슈쿠바
나카센도
오오타주쿠 - 우누마주쿠 - 카노주쿠
이나기 가도
우누마주쿠 - 이누야마주쿠

## 대중교통
- 메이테츠 카카미가하라선 우누마주쿠역에서 도보로 약 10분. 같은 철도 이누야마선 신우누마역에서 도보로 약 20분.
- JR 타카야마 본선 우누마역에서 도보로 약 17분.
- 카카미가하라시 후레아이 버스 : 우누마선ㆍ동서조석편 "우누마시니쵸" 버스 정류장 하차, 도보로 약 4분